# Devred 1902
 (janvier 2020).
Si vous disposez d'ouvrages ou d'articles de référence ou si vous connaissez des sites web de qualité traitant du thème abordé ici, merci de compléter l'article en donnant les références utiles à sa vérifiabilité et en les liant à la section « Notes et références ».
Devred 1902 est une chaîne française de magasins de prêt-à-porter masculin créée en 1902 à Amiens par Henri Devred.

Logo jusqu'en août 2011

## Histoire
- 1902 : Henri Devred (1866-1914) installe à Amiens, rue des Trois-Cailloux, son premier magasin. L'idée est de vendre des articles déjà confectionnés par des ouvrières à domicile, à des prix clairement indiqués sur les vêtements.
- 1914 : L'enseigne Devred compte 8 magasins, à savoir en sus d'Amiens, Reims (ouvert en 1904), Lausanne, Nancy (1905), Saint-Quentin (1907), Le Havre (1907), Dijon (1911), Rouen (1904)[réf. nécessaire] et Charleville. À la suite du décès d'Henri Devred, sa femme Léontine (1874-1947)[2], aidée par son fils aîné René, reprend la direction de l'entreprise et décide de lancer un magasin à Beauvais.
- 1918 : la fin de la Première Guerre mondiale permet la reprise de l'expansion de l'entreprise. La création d'un premier atelier à Amiens, puis d'un deuxième à Dijon, alimente de nouvelles ouvertures. La publicité se développe : Devred sponsorise des courses cyclistes ; des catalogues sont distribués chaque saison.
- 1922 : constitution de la société Veuve Henri Devred et fils[3].
- 1949 : Léontine Devred décède et l'affaire est reprise par son fils René. Son fils René Devred qui l'avait épaulée depuis le décès de son père est écarté de l'entreprise familiale. Il émigre en Uruguay et finira ses jours au bord du lac Léman[réf. nécessaire].
- 1969 : sous l'impulsion de Pierre Devred (petit-fils d'Henri Devred), l'ouverture des centres commerciaux commence.
- Années 1970 : la société est confrontée à l'arrivée des indépendants, des concurrents beaucoup plus à la mode. On ne compte plus que seize magasins, dont celui de Beauvais, qui fait malgré tout toujours figure d'exemple.
- 1983 - 1993 : passage de 16 à 103 boutiques dans toute la France. Mais à la suite de dissensions dans la famille, c'est à nouveau la crise.
- 1996 : Devred est racheté par le Groupe Omnium, qui possède déjà Burton of London et Eurodif (devient Bouchara en 2017).
- 2003 : Devred lance son premier site web et implante un nouveau concept de magasin.
- 2007 : Devred rassemble 132 points de vente.
- 2010 : Devred atteint 186 points de vente.
- 2011 : le site officiel Devred.com devient marchand en mars 2011. En août, Devred change de nom pour Devred 1902, en référence à la date de sa création. Le réseau qui compte 240 magasins prévoit d'atteindre les 300 en 2013[4].
- 2013 : Devred finit l'année avec 274 points de vente dont 90 franchisés. 300 commerces sont visés.
- 2019 : Devred dispose de 198 établissements en exploitation directe à la novembre

## Devred en Suisse
- Devred revient en Suisse après sa première tentative à Lausanne dans les années 1910 et commence petit à petit à ouvrir des franchises de la marque française Devred[5]. La première enseigne est celle de Neuchâtel le 24 octobre 2016 à La Maladière[6][réf. à confirmer].
- En novembre 2019, une autre enseigne ouvre ses portes à METROPOL MIGROS à la Chaux-de-Fonds. Les points de vente d'articles de confection masculine ont un statut juridique de société anonyme et une société à responsabilité limitée.

La marque Devred a la volonté de développer ses franchises et ses enseignes dans le monde sur tout le territoire suisse, en particulier dans les grandes villes. Environ 15 surfaces de vente sont souhaitées.[style à revoir]. Un nouveau Devred ouvrira ses portes en novembre 2023 dans la ville de Genève au centre commercial Balexert. 
- Devred est une marque de prêt à porter au détail[10] uniquement masculine proposant dans chacune de ses collections un large choix de costumes, blousons, vestes, chemises, tee-shirts, pantalons sans oublier les accessoires tels que les nœuds papillon ou les boutons de manchettes.